# M48 Patton
De M48 Patton is een Amerikaanse gevechtstank uit de jaren vijftig. De tank begon vanaf 1953 zijn voorganger, de M47 Patton, te vervangen die zelf nog maar een jaar eerder in dienst was genomen. In tegenstelling tot zijn voorgangers, die als tijdelijke oplossingen ontwikkeld waren, was de M48 een compleet nieuw ontworpen tank.

## Ontwikkeling

### M48
De tank was dus een volledig nieuw ontwerp. De bemanning werd teruggebracht tot vier door het achterwege laten van het machinegeweer vooraan. De tank kreeg een zeer afgeronde vorm die een betere ballistische bescherming bood dan hoekige vormen. In 1951 werden de eerste prototypes getest door het Amerikaanse leger en de productie begon in 1952.

### M48A1
De eerste M48's hadden een rijbereik van slechts 115 km en werden door een gebrekkige beproeving ongeschikt voor inzet bevonden. Al snel werden ze vervangen door de M48A1. Die kende een aantal verbeteringen maar bleef onbetrouwbaar en had nog steeds een te klein bereik.

### M48A2
In 1955 werd de -A1 opgevolgd door de M48A2 die een nieuwe motor en vuurcontrolesysteem had. Deze versie werd met de M48A2C nog verder verbeterd. De M48A2C was de laatste tank uit de reeks die gebouwd werd. Alle verdere versies waren verbeteringen van reeds bestaande tanks. In totaal werden 11 703 exemplaren geproduceerd.

### M48A3
In 1959 verscheen met de M48A3 de volgende doorontwikkeling. Oudere M48 en M48A1's werden voorzien van de nieuwe AVDS 1790 dieselmotor van 750 pk. Hierdoor werd het rijbereik enorm verbeterd. Andere aangebrachte verbeteringen waren een nieuw luik wat meer interieurruimte opleverde en het verdwijnen van twee periscopen.

### M48A5
1975 zag de introductie van de laatste, M48A5, versie, in het kader van een programma ter verbetering van de conventionele vuurkracht van het Amerikaanse leger na de Vietnamoorlog. Die kreeg een nieuw 105 mm kanon en twee 7,62 mm machinegeweren. Verdere verbeteringen waren de lichten, de toegang tot de motor en het vuurcontrolesysteem. Een conversiepakket voor de M48 werd ook verkocht aan buitenlandse gebruikers. Vanaf midden jaren negentig werd de M48A5 uitgefaseerd door het Amerikaanse leger. Al eerder in de jaren zestig was hij bij de strijdkrachten in Duitsland vervangen door de M60, welke in de jaren tachtig op zijn beurt werd vervangen door de M1 Abrams.

## Gebruikers
Buiten de Verenigde Staten wordt de M48 nog steeds veel gebruikt. De eerste buitenlandse gebruikers waren NAVO-landen. Belangrijke gebruikers waren Duitsland, Griekenland, Noorwegen, Spanje en Turkije. Andere gebruikers waren Iran, Israël, Jordanië, Libanon, Pakistan, Taiwan en Zuid-Korea.

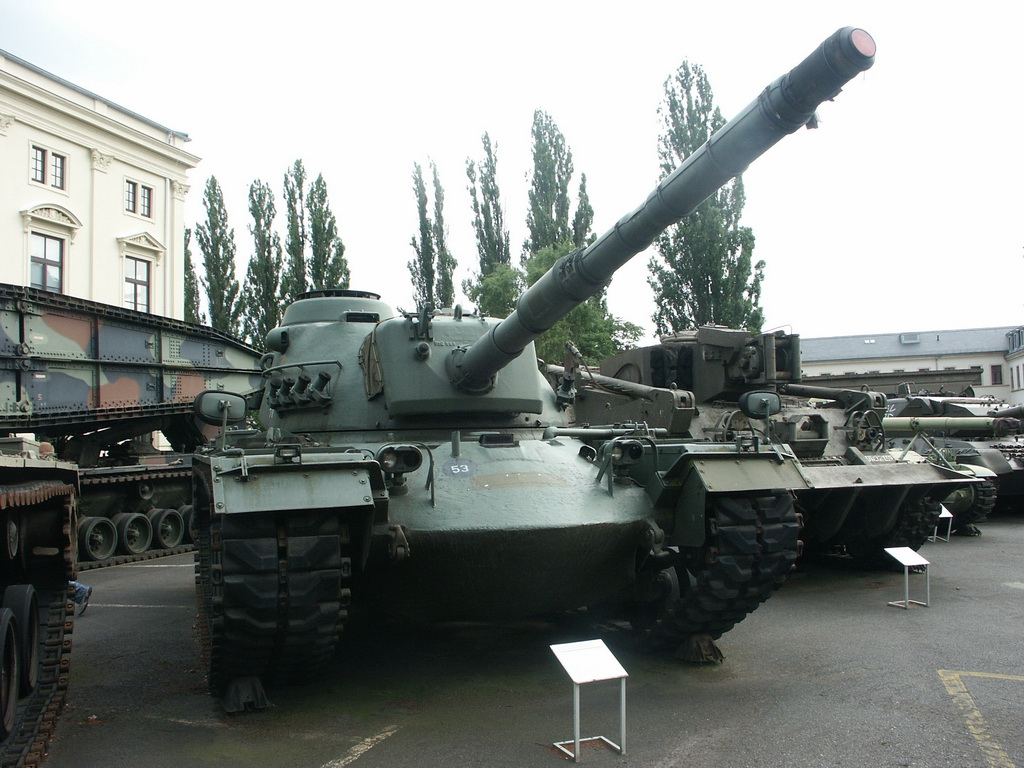
Duitse M48A2GA2

Duitsland rustte zijn M48A2C's uit met een nieuw 105 mm kanon, een opslagruimte achter in de toren en rookgranaten waarmee de M48A2GA2 werd gecreëerd. Griekenland en Turkije hebben het conversiepakket voor de M48A5 geïnstalleerd en Griekenland installeerde ook het EMES-18 laservuurcontrolesysteem. Ook Israëls M48A2's zijn reeds ingrijpend verbeterd en worden nog steeds gebruikt. De Spaanse M48 en M48A1's werden in de jaren 80 verbeterd met een dieselmotor en een beter vuurcontrolesysteem tot M48E.

### Gebruikers in 2023[2]
- Griekenland: 375 M48A5 MOLF, M48 AVLB
- Iran
- Israël: AVLB
- Libanon: 92 M48A1/A5
- Marokko: 200 M48A5 in opslag
- Pakistan: AVLB
- Taiwan: 450 CM-11, 22 M48A5 AVLB (100 CM-12 in opslag)
- Thailand: 105 M48A5
- Turkije: 750 M48A5T2, 12 M48 AEV, 105 M48T5
- Zuid-Korea: 400 M48A5, 50 M48A3

## Operationele geschiedenis
De M48 werd het eerst ingezet door Pakistan tijdens het conflict met India. De Pakistaanse tanks werden samen met de M47's ingezet tegen India's Centurions en M4 Shermans. De uitkomst was gemengd. In een veldslag zag Pakistan 97 Pattons vernietigd, in een andere schakelden ze vele Indiase tanks uit. Bij het volgende conflict tussen beide landen in 1971 werden ze weer in beperkte mate ingezet, maar zonder succes. Er was zelfs een plaats in het Indiase Khemkaran, Patton Nagar (Pattonstad), waar 60 vernietigde Pakistaanse Pattons werden tentoongesteld.
De M48 werd ook door de Verenigde Staten en Zuid-Vietnam ingezet tijdens de Vietnamoorlog, samen met de M67A1-variant die een vlammenwerper was. De M48 presteerde er goed als ondersteuning voor de infanterie. De M48 was door zijn zware bepantsering veel beter beschermd tegen mijnen dan andere voertuigen. Tijdens die oorlog waren er maar weinig tankveldslagen. In de tankgevechten die plaatsvonden presteerde M48's goed tegen T-54 middelzware tanks en PT-76 lichte tanks die met hun zwakkere bepantsering (de T-54 kon door de 76 mm van de M41 Walker Bulldog lichte tank worden vernietigd) zeer kwetsbaar waren voor het 90 mm geschut van de M48.
De M48 werd verder met wisselend succes ingezet in de Zesdaagse Oorlog. Israëls M48's behaalden een groot succes tegen Egyptes T-54 en T-34's maar Jordaniës tanks waren niet opgewassen tegen Israëls  M51 Super Shermans (een zwaar verbeterde M4 Sherman met een lang 105 mm kanon). Dit wordt echter vooral toegeschreven aan Israëls superieure tactiek en bemanning en het feit dat de Israëlische Shermans zeer goed waren bewapend met een krachtig 105 mm kanon waarmee ook T-62's op grote afstand werden vernietigd.